# Tore Edman
Tore Edman, född den 25 juli 1904 i Arvika församling, död 16 juni 1995, var en svensk backhoppare som tävlade på 1920-talet. Han representerade Arvika IS. Han var Sveriges första och hittills enda världsmästare i backhoppning.

## Karriär
Tore Edman deltog i ett stort mästerskap, världsmästerskapen 1927 Cortina d'Ampezzo, Italien där han blev världsmästare i backhoppning trots en skadad fot. Han slog Willen Dick, Tjeckoslovakien och landsmannen Bertil Carlsson som tog bronset. Edman satte backrekord (54 meter) i Trampolino Franchetti (svenska: Franchetti-backen) då han blev världsmästare. I samma VM blev Edman nummer 13 i nordisk kombination och nummer 23 i 18 kilometer längdskidåkning (en tävling som vanns av landsmannen John Lindgren). Finland och Norge deltog inte i VM 1927.
Edman blev också svensk mästare i backhoppning 1927.

## Utmärkelser
Tore Edman tilldelades Nya Wermlands-Tidningens guldmärke 1932.

## Övrigt
Edman var tränare för svenska landslaget i längdskidåkning från 1945 till 1950. Till yrket var han minkfarmare.